# Wereldkampioenschap superbike van Donington 2017
Het wereldkampioenschap superbike van Donington 2017 was de zesde ronde van het wereldkampioenschap superbike en het wereldkampioenschap Supersport 2017. De races werden verreden op 27 en 28 mei 2017 op Donington Park in North West Leicestershire, Verenigd Koninkrijk.

## Superbike

### Race 1
| Pos | Nr | Rijder               | Constructeur | Rondes | Tijd        | Grid | Punten |
| --- | -- | -------------------- | ------------ | ------ | ----------- | ---- | ------ |
| 1   | 66 | Tom Sykes            | Kawasaki     | 23     | 33:56.457   | 1    | 25     |
| 2   | 91 | Leon Haslam          | Kawasaki     | 23     | +16.500     | 8    | 20     |
| 3   | 22 | Alex Lowes           | Yamaha       | 23     | +19.170     | 4    | 16     |
| 4   | 33 | Marco Melandri       | Ducati       | 23     | +19.699     | 5    | 13     |
| 5   | 60 | Michael van der Mark | Yamaha       | 23     | +21.454     | 11   | 11     |
| 6   | 2  | Leon Camier          | MV Agusta    | 23     | +23.376     | 10   | 10     |
| 7   | 36 | Leandro Mercado      | Aprilia      | 23     | +24.979     | 9    | 9      |
| 8   | 7  | Chaz Davies          | Ducati       | 23     | +26.988     | 3    | 8      |
| 9   | 81 | Jordi Torres         | BMW          | 23     | +34.910     | 13   | 7      |
| 10  | 12 | Javier Forés         | Ducati       | 23     | +35.178     | 7    | 6      |
| 11  | 40 | Román Ramos          | Kawasaki     | 23     | +38.585     | 19   | 5      |
| 12  | 32 | Lorenzo Savadori     | Aprilia      | 23     | +39.824     | 12   | 4      |
| 13  | 50 | Eugene Laverty       | Aprilia      | 23     | +44.623     | 6    | 3      |
| 14  | 88 | Randy Krummenacher   | Kawasaki     | 23     | +52.539     | 14   | 2      |
| 15  | 35 | Raffaele De Rosa     | BMW          | 23     | +58.875     | 18   | 1      |
| 16  | 86 | Ayrton Badovini      | Kawasaki     | 23     | +1:03.994   | 22   |        |
| 17  | 15 | Alex de Angelis      | Kawasaki     | 23     | +1:06.816   | 15   |        |
| 18  | 37 | Ondřej Ježek         | Kawasaki     | 23     | +1:14.800   | 21   |        |
| DNF | 1  | Jonathan Rea         | Kawasaki     | 20     | Ongeluk     | 2    |        |
| DNF | 6  | Stefan Bradl         | Honda        | 16     | Uitgevallen | 17   |        |
| DNF | 84 | Riccardo Russo       | Yamaha       | 16     | Uitgevallen | 20   |        |
| DNF | 27 | Jake Dixon           | Kawasaki     | 14     | Uitgevallen | 16   |        |

### Race 2
| Pos | Nr | Rijder               | Constructeur | Rondes | Tijd        | Grid | Punten |
| --- | -- | -------------------- | ------------ | ------ | ----------- | ---- | ------ |
| 1   | 1  | Jonathan Rea         | Kawasaki     | 23     | 33:53.138   | 2    | 25     |
| 2   | 66 | Tom Sykes            | Kawasaki     | 23     | +1.601      | 1    | 20     |
| 3   | 7  | Chaz Davies          | Ducati       | 23     | +12.200     | 3    | 16     |
| 4   | 60 | Michael van der Mark | Yamaha       | 23     | +12.984     | 11   | 13     |
| 5   | 22 | Alex Lowes           | Yamaha       | 23     | +18.953     | 4    | 11     |
| 6   | 2  | Leon Camier          | MV Agusta    | 23     | +23.971     | 10   | 10     |
| 7   | 12 | Javier Forés         | Ducati       | 23     | +29.892     | 7    | 9      |
| 8   | 40 | Román Ramos          | Kawasaki     | 23     | +44.742     | 19   | 8      |
| 9   | 27 | Jake Dixon           | Kawasaki     | 23     | +50.622     | 16   | 7      |
| 10  | 35 | Raffaele De Rosa     | BMW          | 23     | +51.749     | 18   | 6      |
| 11  | 6  | Stefan Bradl         | Honda        | 23     | +59.459     | 17   | 5      |
| 12  | 84 | Riccardo Russo       | Yamaha       | 23     | +1:12.794   | 20   | 4      |
| 13  | 37 | Ondřej Ježek         | Kawasaki     | 23     | +1:22.719   | 21   | 3      |
| 14  | 86 | Ayrton Badovini      | Kawasaki     | 18     | +5 ronden   | 22   | 2      |
| DNF | 32 | Lorenzo Savadori     | Aprilia      | 15     | Uitgevallen | 12   |        |
| DNF | 33 | Marco Melandri       | Ducati       | 8      | Uitgevallen | 5    |        |
| DNF | 36 | Leandro Mercado      | Aprilia      | 8      | Ongeluk     | 9    |        |
| DNF | 81 | Jordi Torres         | BMW          | 5      | Ongeluk     | 13   |        |
| DNF | 50 | Eugene Laverty       | Aprilia      | 3      | Ongeluk     | 6    |        |
| DNF | 15 | Alex de Angelis      | Kawasaki     | 2      | Ongeluk     | 15   |        |
| DNF | 91 | Leon Haslam          | Kawasaki     | 1      | Ongeluk     | 8    |        |
| DNF | 88 | Randy Krummenacher   | Kawasaki     | 0      | Ongeluk     | 14   |        |

## Supersport
De race werd na 3 ronden afgebroken vanwege een crash van Xavier Cardelús. De race werd later herstart over een lengte van 13 ronden.
| Pos | Nr  | Rijder                | Constructeur | Rondes | Tijd                   | Grid | Punten |
| --- | --- | --------------------- | ------------ | ------ | ---------------------- | ---- | ------ |
| 1   | 1   | Kenan Sofuoğlu        | Kawasaki     | 13     | 19:45.121              | 1    | 25     |
| 2   | 144 | Lucas Mahias          | Yamaha       | 13     | +2.450                 | 2    | 20     |
| 3   | 16  | Jules Cluzel          | Honda        | 13     | +2.576                 | 3    | 16     |
| 4   | 81  | Luke Stapleford       | Triumph      | 13     | +5.954                 | 4    | 13     |
| 5   | 14  | Jack Kennedy          | Triumph      | 13     | +6.182                 | 5    | 11     |
| 6   | 32  | Sheridan Morais       | Yamaha       | 13     | +17.051                | 10   | 10     |
| 7   | 13  | Anthony West          | Yamaha       | 13     | +17.248                | 16   | 9      |
| 8   | 111 | Kyle Smith            | Honda        | 13     | +17.440                | 8    | 8      |
| 9   | 78  | Hikari Okubo          | Honda        | 13     | +19.238                | 12   | 7      |
| 10  | 40  | Joe Francis           | Yamaha       | 13     | +20.748                | 7    | 6      |
| 11  | 77  | Kyle Ryde             | Kawasaki     | 13     | +21.438                | 14   | 5      |
| 12  | 4   | Gino Rea              | Kawasaki     | 13     | +23.263                | 9    | 4      |
| 13  | 38  | Hannes Soomer         | Honda        | 13     | +25.693                | 15   | 3      |
| 14  | 44  | Roberto Rolfo         | MV Agusta    | 13     | +26.821                | 21   | 2      |
| 15  | 26  | Kazuki Watanabe       | Kawasaki     | 13     | +27.157                | 26   | 1      |
| 16  | 25  | Alex Baldolini        | MV Agusta    | 13     | +27.629                | 18   |        |
| 17  | 65  | Michael Canducci      | Kawasaki     | 13     | +33.470                | 17   |        |
| 18  | 70  | Robin Mulhauser       | Honda        | 13     | +34.300                | 23   |        |
| 19  | 47  | Rob Hartog            | Kawasaki     | 13     | +34.785                | 30   |        |
| 20  | 63  | Zulfahmi Khairuddin   | Kawasaki     | 13     | +34.996                | 20   |        |
| 21  | 74  | Jaimie van Sikkelerus | Yamaha       | 13     | +35.198                | 25   |        |
| 22  | 10  | Nacho Calero          | Kawasaki     | 13     | +38.929                | 29   |        |
| 23  | 83  | Lachlan Epis          | Kawasaki     | 13     | +39.626                | 27   |        |
| 24  | 66  | Niki Tuuli            | Yamaha       | 13     | +39.646                | 24   |        |
| 25  | 56  | Péter Sebestyén       | Kawasaki     | 13     | +42.365                | 28   |        |
| 26  | 92  | Hiromichi Kunikawa    | Honda        | 13     | +52.991                | 33   |        |
| 27  | 48  | Giuseppe Scarcella    | Honda        | 13     | +1:11.637              | 32   |        |
| DNF | 11  | Christian Gamarino    | Honda        | 11     | Ongeluk                | 11   |        |
| DNF | 61  | Alessandro Zaccone    | MV Agusta    | 9      | Ongeluk                | 22   |        |
| DNF | 95  | David Allingham       | Yamaha       | 8      | Uitgevallen            | 19   |        |
| DNF | 64  | Federico Caricasulo   | Yamaha       | 0      | Ongeluk                | 13   |        |
| DNF | 99  | P.J. Jacobsen         | MV Agusta    | 0      | Niet gestart in race 2 | 6    |        |
| DNF | 69  | Xavier Cardelús       | MV Agusta    | 0      | Ongeluk in race 1      | 34   |        |
| DNS | 73  | Jacopo Cretaro        | Suzuki       | 0      | Niet gestart           |      |        |

## Tussenstanden na wedstrijd

### Superbike
| Pos | Nr | Rijder         | Team     | Punten |
| --- | -- | -------------- | -------- | ------ |
| 1   | 1  | Jonathan Rea   | Kawasaki | 260    |
| 2   | 66 | Tom Sykes      | Kawasaki | 205    |
| 3   | 7  | Chaz Davies    | Ducati   | 185    |
| 4   | 33 | Marco Melandri | Ducati   | 137    |
| 5   | 22 | Alex Lowes     | Yamaha   | 121    |

### Supersport
| Pos | Nr  | Rijder          | Team      | Punten |
| --- | --- | --------------- | --------- | ------ |
| 1   | 144 | Lucas Mahias    | Yamaha    | 105    |
| 2   | 1   | Kenan Sofuoğlu  | Kawasaki  | 75     |
| 3   | 32  | Sheridan Morais | Yamaha    | 68     |
| 4   | 16  | Jules Cluzel    | Honda     | 55     |
| 5   | 99  | P.J. Jacobsen   | MV Agusta | 55     |

1988 · 1989 · 1990 · 1991 · 1992 · 1993 · 1994 (I) · 1994 (II) · 1995 · 1996 · 1997 · 1998 · 1999 · 2000 · 2001 · 2007 · 2008 · 2009 · 2011 · 2012 · 2013 · 2014 · 2015 · 2016 · 2017 · 2018 · 2019 · 2021 · 2022 · 2023 · 2024 · 2025